# سلطان قلي قطبشاه
المَلِكُ الغَازِي لِوَجْهِ اللهِ وَالمُجَاهِدُ فِي سَبِيْلِ اللهِ سُلْطَان قُلِي قُطْبُ المُلْكِ بْنُ أُوَيْس قُلِي بَك بْنِ پِيْرقُلِي بَك القَرَاقُويُونلَوِيّ (بالفارسية: الملك الغازي لوجه الله والمجاهد في سبيل الله سلطانقلي قطب‌الملک بن اویس‌قلی بک بن پیرقلی بک قراقویونلوی) (889هـ - 2 جمادى الآخرة 950هـ المُوافق فيه 1485م - 2 أيلول (سپتمبر) 1543م) المعروف اختصارًا بِـ«قلي قطب الملك» أو «سلطان قلي قطبشاه»، مؤسِّس الدَّولة القُطبشاهيَّة التي حكمت في الديار الهنديَّة لما يُقارب قرنين مِن الزَّمن امتد مُلكها في تلنغانة وأُديشة وكرناتك والدَّكن إلى أن انقضى أجلها مع الغزو المغوليّ في أواخر القرن السَّابع عشر.
في الأصل كان سلطان قلي ضابطًا قره قويونلو عند المنطقة الشرقية للسلطنة البهمنية ثم عين حاكماً على غولكوندا وفيها أعلن استقلاله سنة 1518 وأسس سلالته المعروفة بالقطبشاهيين.

## وصلات خارجيَّة
| سلطان قلي قطبشاه عاهل القطبشاهيينولد: 1485 توفي: 2 أيلول (سپتمبر) 1543 |                                                                    |                       |
| ألقاب ملكية                                                            |                                                                    |                       |
| سبقه لقب جديد                                                          | سلطان غولكوندا 7 كانون الأوَّل (ديسمبر) 1518 – 2 أيلول (سپتمبر) 1543 | تبعه جمشيد قلي قطبشاه |